# Camille Aoustin
Camille Aoustin, née le 13 février 1990 à Cherbourg, est une joueuse de handball française évoluant au poste d'ailière gauche.

## Biographie
Attirée très jeune par le football, Camille Aoustin songe y faire carrière mais se réoriente vers le handball et intègre le pôle espoir de Caen à l'âge de 15 ans. Passée par le centre formation du Havre, elle y évolue essentiellement avec l'équipe réserve malgré quelques apparitions en équipe première. Elle est élue meilleure ailière gauche du championnat de N1 en 2010. Durant quatre saisons, elle évolue ensuite en 2e division, à Octeville-sur-Mer (2010-2011) puis à Chambray (2011-2014). Sa rencontre avec Guillaume Marquès, entraîneur du Chambray Touraine Handball constitue selon elle un déclic dans sa carrière, celui-ci lui faisant rapidement confiance en lui donnant du temps de jeu. Elle est élue meilleure ailière gauche de 2e division en 2014. Elle s'engage avec Nantes pour la saison 2014-2015. Elle y évolue durablement en première division et se fait remarquer par ses performances.
En 2015, Camille Aoustin rejoint le Metz Handball pour « prouver qu'elle peut faire de belles choses » et « gagner des titres », selon ses propos. Elle y gagne rapidement un temps de jeu important aux côtés de l'autre titulaire du poste, Marion Maubon. En mai 2016, elle remporte avec Metz son premier titre de championne de France, après une finale gagnée face à Fleury Loiret.
Elle quitte Metz au bout de deux saisons après avoir remporté le championnat et la coupe de France en 2016-2017, et disputé un quart de finale de Ligue des Champions. Laissée libre par Metz après l'arrivée de Manon Houette, elle s'engage en août 2017 avec le club hongrois de Siófok KC,.
Elle réalise un bon début de saison et trouve rapidement sa place dans l'équipe à son arrivée en Hongrie. En 2019, elle remporte la finale de la coupe EHF avec Siófok KC. En finale face aux danois de Team Esbjerg, elle se distingue notamment en marquant cinq buts lors du match retour.
En 2021, elle revient en France pour succéder à Chloé Valentini à l'ES Besançon.
En 2023, elle rejoint Sambre Avesnois en D2 puis en D1, et elle met un terme à sa carrière sportive à l'été 2025 pour devenir manager générale du club.

## Palmarès

### En club
compétitions internationales
- vainqueur de la Coupe de l'EHF (C3) en 2019 (avec Siófok KC)

compétitions nationales
- vainqueur du Championnat de France en 2016 et 2017 (avec Metz Handball)
- vainqueur de la Coupe de France en 2017 (avec Metz Handball)
- finaliste de la Coupe de la Ligue en 2009 (avec Le Havre AC)